# Steinkiste von L’Islet
Die erst 1912 entdeckte, auf Karten nicht markierte Steinkiste von L’Islet liegt an der Wohnsiedlung Sandy Hook im Ortsteil L’Islet von Saint Sampson, bei Saint Peter Port auf der Kanalinsel Guernsey. Es ist die einzige (überlebende) Steinkiste mit einer „cist-in-circle“-Anordnung auf Guernsey und eine von nur zweien auf den Kanalinseln. 
Eine Steinkiste steht in der Mitte eines Steinkreises, an den sich vier kleine Kreise mit jeweils einer kleinen Steinkiste in jedem der Kreise anschließen. Es könnten mehr an Monumente an diesem Platz gewesen sein, zumal im Norden ein Dolmen zerstört wurde.
Die Ausgrabung wurde von den Einheimischen mit Missfallen betrachtet. Eine Reihe von Überfällen endete mit der Ermordung von Robert of Les Canus. Auch der Reverent G. E. Lee, ein an der Grabung beteiligter Archäologe, verstarb plötzlich. Am Tag seines Todes erschien in der Zeitung The Star ein Artikel über den Mord, der Spekulationen darüber nährte, dass ein böser Geist aus dem Grab beteiligt war.
Es wurden keine Bestattungen gefunden, was aufgrund der Säure des Bodens auch nicht zu erwarten war. 
Das Galeriegrab von Delancey liegt in einem Park in Saint Sampson.